# Мінливець малий
Мінливець малий, мінливець Ілія (Apatura ilia) — метелик з родини сонцевики (Nymphalidae), поширений у Європі та Азії, зокрема в Україні.

## Опис
Розмах крил від 6,4 до 7 см. Крила зверху бурі із білими плямами, частина яких зібрані у поперечну стрічку, яка йде через переднє і заднє крило. У задній частині заднього крила наявне невелике рудувате вічко. Колір крил змінюється із бурого до синього і фіолетового залежно від кута зору, що пов'язано із особливим розташуванням лусок, звідси і назва «мінливець».
Для мінливця є характерним виражений статевий диморфізм. Самиці є лише трохи більшими за самців, мають більше коричневого відтінку та практично без синьо-фіолетового полиску зверху.

## Спосіб життя
Імаго можна зустріти в лісах на галявинах, на степових ділянках, вздовж лісових доріг, у містах. Його улюблені місця — калюжі, тваринний послід, дерева, з яких витікає сік. Літає здебільшого у спекотні години. У прохолодну погоду метелики лишаються у своїх схованках. Імаго з'являються з початку червня до кінця липня, у південній частині ареалу розвивається друге покоління у сервпні-вересні. 
Гусениці живляться листям декількох видів верб, тополь, осикою.

## Поширення
Вид поширений у Євразії. В європі відомий всюди, окрім крайньої півночі та півдня. В Азії займає помірний пояс, а також субтропічний у Сіхідній Азії. В Україні живе всюди, окрім степової зони та Криму. Зустрічається в листяних і мішаних лісах.